# Belmonte de Campos
Belmonte de Campos è un comune spagnolo situato nella comunità autonoma di Castiglia e León.